# Папакулі Діоп
Папакулі Діоп (фр. Papakouli Diop, нар. 19 березня 1986, Каолак) — сенегальський футболіст, півзахисник національної збірної Сенегалу.

## Клубна кар'єра
Діоп народився в Каолаку, але переїхав до Франції в ранньому віці. Грав у футбол за молодіжний склад «Ренна», а 5 серпня 2006 року дебютував за дорослу команду у матчі проти «Лілля» (1:2). Цей матч для сенегальця так і лишився єдиним у футболці першої команди.
Влітку 2006 року, не зумівши закріпитися в Ренні, Діоп приєднався до клубу Ліги 2 «Тур». Відіграв за команду з Тура наступні півтора сезони своєї ігрової кар'єри, в першому з яких вилетів з командою до третього дивізіону.
31 січня 2008 року Діоп перейшов до іспанського «Хімнастік», що виступав у Сегунді, де грав до літа 2009 року.
Після півтора сезонів за каталонців Папакулі переїхав у «Расінг» за 1,5 млн €. 12 вересня 2009 року Діоп зіграв свою першу гру в Ла Лізі, вийшовши на поле у матчі з «Атлетіко Мадрид» (1:1). Свій перший гол у лізі він забив 21 березня наступного року, вразивши ворота «Осасуни» (3-1). У сезоні 2011/12 Діоп зіграв за «Расінг» всі матчі — 2,864 хвилини, але його команда вилетіла.
Незабаром після цього він приєднався до клубу Прімери «Леванте», який заплатив за нього € 100,000. 4 травня 2014 року Діоп став жертвою проявів расизму: вболівальники «Атлетіко Мадрид» «ухали» по-мавпячі в його адресу, але гравець здивував усіх своєю реакцією і станцював перед фанатським сектором. 5 червня наступного року він покинув «Леванте» після закінчення контракту, провівши у клубі три роки.
31 серпня 2015 року Діоп підписав трирічний контракт з «Еспаньйолом».

## Виступи за збірну
17 листопада 2010 року дебютував в офіційних матчах у складі національної збірної Сенегалу в товариській грі з Габоном (2:1).
У складі збірної був учасником Кубка африканських націй 2015 року в Екваторіальній Гвінеї та Кубка африканських націй 2017 року у Габоні.